# NGC 1034
NGC 1034 is een onregelmatig sterrenstelsel in het sterrenbeeld Walvis. Het hemelobject werd in 1886 ontdekt door de Amerikaanse astronoom Francis Preserved Leavenworth.

## Synoniemen
- PGC 9991
- MCG -3-7-43
- IRAS02358-1601